# 丸池スキー場
丸池スキー場 (まるいけスキーじょう)は、長野県下高井郡山ノ内町にあるスキー場である。

## 概要
志賀高原スキー場の中央エリアに位置し、志賀山(標高2035m)と坊寺山(標高1839m)との谷間にあるなだらかな北西麓(標高1500m付近)の緩斜面にある。
隣接する蓮池スキー場、サンバレースキー場との間は、まるでひとつのスキー場かのように自然かつ簡単に往来することができる。コース5本、標高1457-1567m(標高差110m)、コースレベル配分は上級40％、中級40％、初級20％。
リフト2路線。リフト運営主体は、志賀高原リゾート開発。日本で最初のリフトが架設されたスキー場である。
営業期間は12月下旬 - 3月下旬まで。
地図上では丸池の傍らにスキー場があるが、丸池をコースから確認することはできない。

## コース・ゲレンデ
(滑走延長、平均斜度／最大斜度)

### 初級者コース
- 丸池Cコース(800m、16°／18°)[1]
  - 滑り出しから最後まで広々としたコースを快適に滑ることができるコース。初級者コースに分類されるが、やや斜度はきつい。
  - 中盤で右から蓮池Bコースが合流、分離している。
  - ナイター営業時のメインコース。

- 丸池第2ゲレンデ(200m、18°／25°)[3]
  - 丸池第2ペアリフト沿いにある二本のコースで構成されるゲレンデ。丸池ABCコースとは独立した斜面で、上部からはサンバレースキー場に滑り込むことができる。

- サンバレー連絡コース1（300m、11°／18°）
  - 丸池第1トリプルリフト降車場を右側（西側）に降りるサンバレースキー場方面に向かう連絡コース。途中でサンバレースキー場からの連絡コースが合流、分岐するが、素直に滑っていくと迷わずにサンバレースキー場に到達できる。

- サンバレー連絡コース2（130m、7°／7°）
  - 丸池第2ペアリフト降車場から案内標識に沿ってサンバレースキー場に至る連絡コース。

### 中級者コース
- 丸池Bコース(450m、24°／28°)[1]
  - 丸池Cコースから最初に左に分岐するコース。
  - 短い中斜面であるが、コブ斜面になりやすい。
  - 中盤で丸池Aコースに合流するコースがあり、こちらの方が滑走感はある。

### 上級者コース
- 丸池Aコース(260m、27°／32°)[1]
  - 八方尾根スキー場の「黒菱」「兎平」、野沢温泉スキー場の「シュナイダー」、苗場スキー場の「大斜面」等と並ぶ日本を代表するコース。志賀高原の名を出さなくとも「丸池A」と言えば上級者スキーヤーの誰もが頷く志賀高原スキー場随一の難コース。
  - 滑り出し地点は、コース幅全体ではなく、通常はコース脇の幅5 m程の入口からスタートする。
  - そのため、出だしの不規則なコブ斜面となっていて上級者でも悪戦苦闘する。
  - コース幅は終盤でも40 mと狭いので、データにある滑走延長や斜度の割には難度の高いコースとなっている。
  - コース脇にかかるリフトのスキーヤーからの厳しい視線もひしひしと感じられ、あらゆる面でプレッシャーの強いコースとなっている。
  - 近年はコースが閉鎖されていることが多く、また、ブッシュが所どころ見受けられ、「丸池A」にチャレンジするスキーヤーの姿を見かける機会はほとんどなくなった。

### 廃止されたコース
- ［コース名：通称スーパー］(120m、32°／34°)
  - 1990年頃まで、サンバレー連絡コース①の上部から右に分岐して急斜面を直線的に下るコースがあった。
  - 元々はシャンツェ(ジャンプ台)であった[4]ことから直線的になっている。
  - コース幅が20 m程度と極端に狭く、難易度は丸池Aコースよりも高かった。ゲレンデガイドにはウルトラ上級と表現され、後半は一度停止し、直滑降は禁止となっている[5]。
  - 現在でもゲレンデ下部からコース跡を確認することができる。
  - リフトを挟んで反対側の林の中に更に幅の狭い　通称ウルトラと言われたコースもあった。
  - 現在は、コースとして認定されていないのでコブ斜面となることはなく、新雪降雪後などには幾つかのシュプールが確認されるときがある。
  - 本コースの他に、サンバレー連絡コース①をもう少し進んだ先にも右に分かれる初級者向けのコースも存在した（100 m、15°／20°）。

## リフト
(距離、高低差、時間)

### 営業中リフト
- 丸池第1トリプルリフト(271m、110m、2分31秒)[1]
  - 丸池第2ゲレンデを除く全てのコースを滑走するための三人乗り固定循環式チェアリフト。
  - 架設当初はシングルリフト1本で、これは日本初のスキーリフトであった(発注は米国の進駐軍、施工は鹿島組(現鹿島建設))[6]。
  - 1956年(昭和31年)に第3シングルリフト(280m)が並行して追加されダブルリフトとなり、1972年(昭和47)には第5シングルリフト(285m)が更に追加され、その後の架け替えの際に第1リフトA線、B線、C線となった。
  - 更にスキーヤー人口増加に伴うVTM向上を目的に2本のペアリフト（丸池第1パラレルペアリフトA線、B線）に架け替えられたが、スキーブームの衰退と設備更新費用の削減の観点からトリプルリフトに架け替えられ現在に至っている。

- 丸池第2ペアリフト(132m、30m、1分20秒)[1]
  - 乗車場は丸池第1トリプルリフトと同一の場所にあり、改札ゲートを通過後、直進すれば第1トリプルリフトに、右に曲がれば本リフトに乗車できる。
  - サンバレースキー場に向かうには本リフトを経由したルートが短時間でアクセスできる。

### 廃止・休業中リフト
- 丸池第3リフト
  - 廃止ではなく、架け替えによる名称変更で、現在は丸池第1ペアリフトとなっている。
- 丸池第4リフト
  - 1962年1月に架設された。
- 丸池第5リフト
  - 廃止ではなく、架け替えによる名称変更で、現在は丸池第1ペアリフトとなっている。
  - 最初に架設された1967年(昭和42)当時は現在よりも長い410mの延長であった。
- 空中ケーブル(----m、--m、-分--秒)
  - 麓の上林と丸池とを結ぶ空中ケーブル構想。
  - 1956年(昭和31年)5月に架設申請されたが実現には至らなかった。

### 料金
2020～2021シーズンの中央エリア限定リフト料金(消費税及び地方消費税込み)は以下の通りである。
志賀高原18スキー場共通リフト券については志賀高原スキー場を参照のこと。
| 券種    | 大人  | 小学生以下 | 備考               |
| ------- | ----- | ---------- | ------------------ |
| 4時間券 | 4,500 | 2,300      | 期間:12/21～3/31。 |
| 1日券   | 5,000 | 2,500      | 期間:12/21～3/31。 |
| 1日券   | 3,900 | 2,000      | 期間:OPEN～12/20   |
| 1日券   | 4,100 | 2,000      | 期間:4/1～CLOSE    |

## 施設・サービス

### 飲食施設
丸池スキー場のベース付近にある宿泊施設が一般客に対して昼食サービスを実施している。
- スキー場に隣接したレストラン
  - レストラン「モンテ・モア」：丸池ホテルに併設されたレストラン。ソースかつ丼や自家製ケーキ、コーヒー等の喫茶を楽しめる。
- その他のレストラン
  - ホテル・シャレード・イン志賀レストラン：洋食を中心としたレストラン。

### 宿泊施設
麓付近に6件の宿泊施設がある。

#### 営業中の宿泊施設
- スキー場に隣接した宿泊施設
  - 丸池ホテル
- その他の宿泊施設
  - シャレードイン志賀（廃館　2020年より無人放棄）
  - ホテルニュー志賀（廃館　2025年解体予定）
  - 志賀ハイランドホテル
  - 志賀ハイランドホテルアネックス（旧：ホテル丸竹）
  - ホテル白樺荘

#### 廃業・休業中の宿泊施設
- スキー場に隣接した宿泊施設
  - 志賀ロイヤルホテル：2016年5月18日閉鎖。スキー場に面した貴重な宿であった。前回建て替えの際にボイラー室の前に増築したためボイラーを入れ替えることが出来ず廃館。
- その他の宿泊施設
  - 志賀高原ホテル：1999年に閉鎖。その後建物の一部を「志賀高原歴史記念館」として活用。見学は無料で館内にはカフェが併設されている。
  - 丸池観光ホテル：2010年5月31日に閉鎖。本格的な中華料理店が名物であった。

### 駐車場施設
- 丸池スキー場駐車場(数台) スキー場ベース付近に小規模ながらある。
- 志賀高原総合会館98駐車場(600台)　約700m離れたに場所にある大規模駐車場。

## 交通
自家用車
- 長野県側の湯田中方面からは、国道292号線の「22号カーブ」を過ぎると右側に丸池ホテルとともに、駐車場がある。

公共交通機関
- 長野電鉄長野線の湯田中駅前から長電バス奥志賀高原線または白根火山線で「丸池」停留所下車、徒歩1分。
- JR東日本北陸新幹線および信越本線の長野駅東口バス広場、或いはJR東日本北陸新幹線および飯山線の飯山駅千曲川口バス広場から長電バス急行志賀高原線で「蓮池」停留所下車、徒歩6分。

## 作品
ドラマ
- 『仮面ライダークウガ』（2001年・48話エンディングクレジットより）

隣接するサンバレースキー場とともにロケ地として使用された。仮面ライダークウガ・アルティメットフォームとン・ダグバ・ゼバが最終決戦を繰り広げた雪山（九郎ヶ岳遺跡）。
- 『仮面ライダー剣』（2004年・3話オープニングクレジットより）

仮面ライダーブレイドと仮面ライダーギャレンがディアーアンデッド（スペード・カテゴリー6）と対決した雪山。

## 歴史
- 1929年(昭和4年)　丸池無料休憩所(翌年:丸池ヒュッテ、現:丸池ホテル)が開業。
- 1937年(昭和12年)　志賀高原ホテル(開業時:志賀高原温泉ホテル)が開業。
- 1946年(昭和21年)　本スキー場が周辺施設とともに米国進駐軍に接収された(志賀高原ホテルは前年12月)。日本初のスキーリフト架設工事開始。
- 1947年(昭和22年)　丸池スキーリフト(250m)が完成、運転開始。利用できるのは進駐軍関係者のみ。
- 1948年(昭和23年)　丸池・立石スロープにロープ・トゥ架設(2シーズン)。
- 1952年(昭和27年)　本スキー場が米国進駐軍から長野電鉄に対し払い下げ。進駐軍施設を改造して丸池スキーハウス(1967年に「丸池観光ホテル」に改称)を開設。進駐軍リフトを丸池第1リフト(273m)に架け替え。
- 1954年(昭和29年)　丸池第2リフト(148m)架設。木製のジャンプ台(40m級)を新設。
- 1956年(昭和31年)　丸池第1リフトに並行して丸池第3リフト(280m)架設。
- 1958年(昭和33年)　丸池第1リフトをサマーリフトとして夏期営業開始。
- 1959年(昭和34年)　丸池スキーハウスに常設の志賀高原スキースクール開校(初代校長:猪谷六合雄)。
- 1960年(昭和35年)　皇太子が丸池スキーハウスに宿泊、本スキー場でスキーを堪能。
- 1961年(昭和36年)　丸池朝日ゲレンデにリングバーリフト(Tバーリフトの改良型)架設。
- 1962年(昭和37年)　丸池第4リフトを架設。
- 1963年(昭和38年)　皇太子が丸池スキーハウスに宿泊し、本スキー場およびブナ平スキー場でスキーを堪能。
- 1967年(昭和42年)　丸池第5(?)リフト(410m)を架設。
- 1972年(昭和47年)　丸池第5リフト(285m)を架設。
- 1984年(昭和59年)　丸池第1リフト、丸池第3リフトおよび丸池第5リフトを丸池第1ペアリフトA線B線(272m)に架け替え。丸池第2リフトを丸池第2ペアリフト(134m)に架け替え。
- 1999年(平成11年)　志賀高原ホテル廃業。
- 2000年(平成12年)頃?　丸池第1ペアリフトA線B線を丸池第1トリプルリフト(269m)に架け替え。
- 2010年(平成22年)　丸池観光ホテル廃業。